# Nikola Lekić
Nikola Lekić, črnogorski vojaški pilot in general, * 13. december 1919, † 1994.
Lekić je 31. julija 1956 z letalom North American F-86 Sabre kot prvi v Jugoslaviji prebil zvočni zid.

## Življenjepis
Leta 1941 se je pridružil NOVJ in naslednje leto je vstopil v KPJ. Med vojno je bil obveščevalni častnik v 1. proletarski brigadi in 16. diviziji.
Po vojni je prestopil v VL in ZO JLA. Končal je Višjo vojaškoletalsko akademijo JLA.